# Salacia spiralis
Salacia spiralis är en nässeldjursart som först beskrevs av Trebilcock 1928.  Salacia spiralis ingår i släktet Salacia och familjen Sertulariidae. Inga underarter finns listade i Catalogue of Life.